# Mede
Mede é uma comuna italiana da região da Lombardia, província de Pavia, com cerca de 6.926 habitantes. Estende-se por uma área de 33 km², tendo uma densidade populacional de 210 hab/km². Faz fronteira com Frascarolo, Gambarana, Lomello, Pieve del Cairo, Sartirana Lomellina, Semiana, Torre Beretti e Castellaro, Villa Biscossi.

## Demografia
| Variação demográfica do município entre 1861 e 2011                               |
|                                                                                   |
| Fonte: Istituto Nazionale di Statistica (ISTAT) - Elaboração gráfica da Wikipedia |